# Giottino

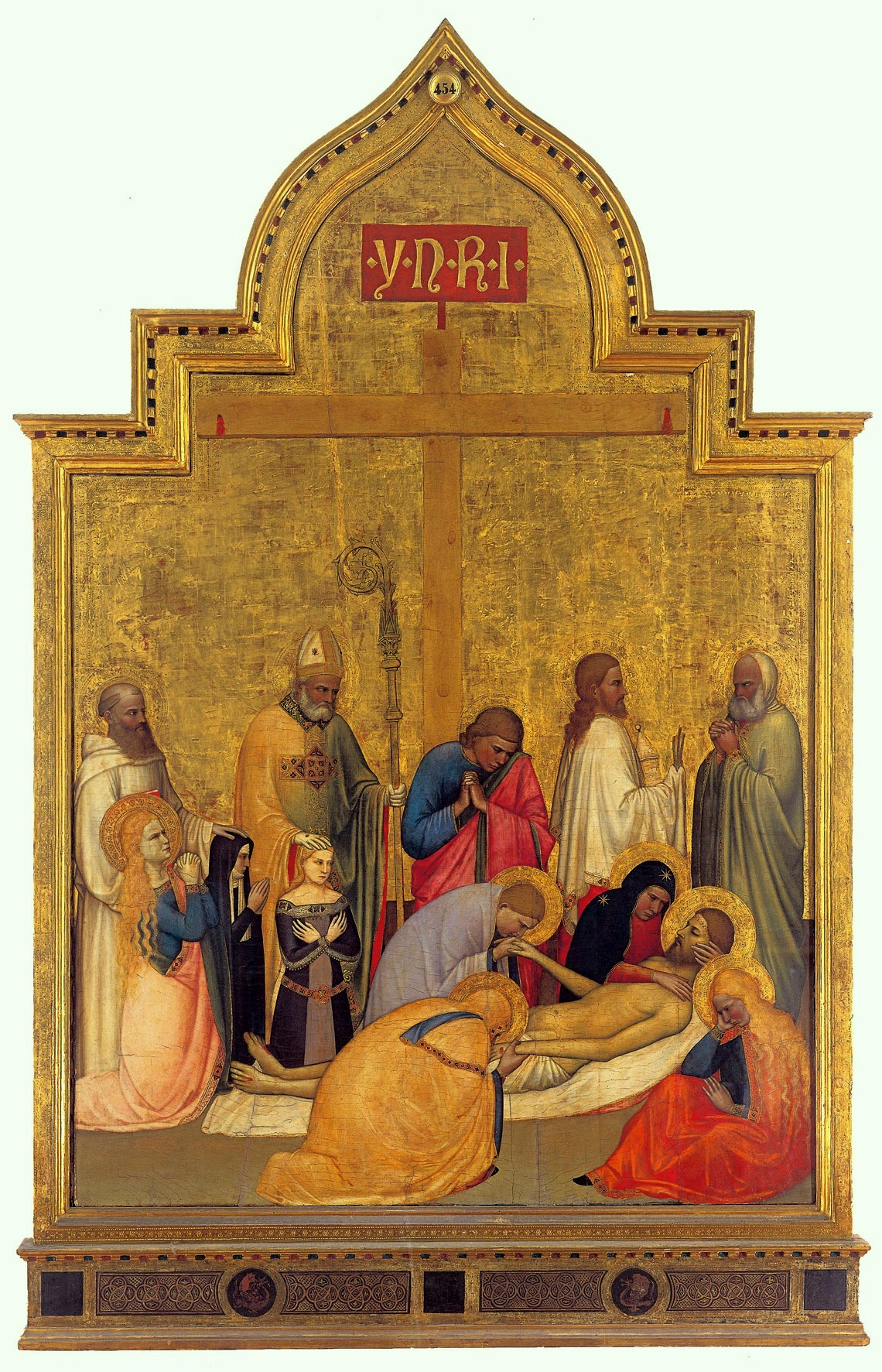
Pietat de Sant Remigi. c. 1365, Pintura al tremp sobre taula, 195 x 134 cm, Galeria dels Uffizi, Florència

Tommaso o Maso di Stefano, dit el Giottino (Florència, 1324 - Florència, 1356) va ser un pintor i escultor de l'escola florentina. Deixeble i segons alguns biògrafs fill de Stefano Fiorentino, es va dedicar a estudiar les obres del Giotto i va aconseguir apropiar-se de tal manera de l'estil del mestre que va rebre el sobrenom del Giottino.
Vasari presenta una llista dels nombrosos frescos que va executar durant la seua curta carrera artística. L'any 1340, després de l'expulsió de Gualteri de Brienne, Duc d'Atenes, es va encarregar al Giottino que pintara sobre la torre del pedestal de Florència, en senyal d'infàmia eterna, el retrat del polític i dels seus ministres amb les armes de les seues famílies. Aquestes pintures han desaparegut.
A Assís se'n conserven diverses obres i especialment a Florència, a la capella de Sant Silvestre a la Basílica de Santa Croce. En aquesta capella, hi ha pintades sobre la paret de la dreta tres escenes inspirades en la història de Constantí el Gran. Aquests frescs estan molt deteriorats però encara s'hi poden apreciar alguns caps dignes de Giotto. La part superior de la paret esquerra de la capella tenia també uns frescos, que en l'actualitat estan completament destruïts. Al peu, en dos nínxols es veuen L'Assumpció i un Crist a la tomba. Al costat d'aquests dos nínxols hi ha quatre figures de sants i als costats de l'altar Sant Ròmul i Sant Zenobi. A l'interior de la tomba de Bettino de Bradi, Giottino va pintar el retrat d'aquest personatge, ressuscitant en sentir el so de les trompetes de dos àngels del Judici Final.
Hom creu que el Giottino és autor d'un Davallament de la Creu que existeix a l'església de Sant Ambrosi de Florència, tot i que hi ha autors que l'atribueixen al Giotto.
Se'n conserven un bon grapat de quadres d'aquest artista:
- Un Davallament de la Creu a l'església de Sant Remigi, Florència.
- A la Pinacoteca de Brera, a Milà sobre un díptic, va representar dos fets de la vida de Sant Jeroni.
- Al Museu de Nàpols es guarden una Mare de Déu gloriosa i un Sant Gregori traçant les fundacions d'un temple
- A Múnic, es conserven La Mare de Déu amb Antoni, Sant Llorenç, Sant Julià, Sant Lluc, Sant Ciprià i Sant Joan Gualbert.

Giottino va deixar diverses obres escultòriques que demostren que manejava el cisell amb tanta habilitat com el pinzell. Entre elles cal destacar les estàtues dels profetes que adornen el campanile de la catedral de Florència.
Malauradament per a l'art, Giottino va morir d'una malaltia del pit a la primerenca edat de trenta-dos anys. Va deixar diversos deixebles dels quals el més conegut és Giovanni Toscani.